# Hector Guimard
Hector Guimard (10. března 1867 v Lyonu – 20. května 1942 v New Yorku) byl francouzský architekt secesního slohu. Působil na přelomu 19. a 20. století v Paříži, kde vytvořil mnoho staveb. K nejznámějším jeho dílům patří vstupy do stanic zdejšího metra.

## Život
V letech 1882-1885 studoval architekturu v Paříži na École des arts décoratifs a poté do roku 1889 na École nationale supérieure des beaux-arts. V roce 1891 se Guimard stal profesorem na École des arts décoratifs, kde působil až do roku 1900. V roce 1895 se setkal s architektem Victorem Hortou, který ovlivnil jeho tvorbu. V roce 1938 se Guimard se svou manželkou Adeline rozenou Oppenheimovou přestěhovali do New Yorku.

## Dílo
- 1888 Koncertní kavárna Au grand Neptune (16. obvod v Paříži)
- 1889 Výstavní Pavillon de l'électricité pro světovou výstavu v Paříži
- 1891 Hôtel Roszé (16. obvod v Paříži)
- 1894 Hôtel Jassedé, Hôtel Delfau (16. obvod v Paříži), smuteční kaple Devos-Logie a Mirand-Devos (hřbitov ve Versailles)
- 1895 Atelier Carpeaux, École du Sacré-Cœur, začátek stavby Castel Béranger (Paříž)
- 1896 Villa Berthe (Le Vésinet)
- 1898 dokončen Castel Béranger
- 1899 Villa Bluette (Hermanville, departement Calvados)
- 1900 Maison Coilliot (Lille), výstavba vstupů do pařížského metra
- 1901 Salle Humbert-de-Romans (Paříž), Castel Henriette (Sèvres)
- 1903 Castel Val (Auvers-sur-Oise), Villa La Sapinière (Hermanville)
- 1904 Castel Orgeval (Villemoisson-sur-Orge), Hôtel Léon Nozal (16. obvod v Paříži), Chalet Blanc (Sceaux)
- 1905 Hôtel Deron Levet, Chalet Blanc (Sceaux)
- 1909 Hôtel Guimard postavený jako svatební dar pro svou manželku
- 1910 Hôtel Mezzara (16. obvod v Paříži)
- 1913 Synagoga Pavée (Paříž), villa Hemsy (Saint-Cloud)
- 1924 Villa Flore (16. obvod v Paříži)
- 1926 Činžovní dům na rue Henri Heine (Paříž)
- 1928 Činžovní dům na rue Greuze (Paříž)

## Galerie

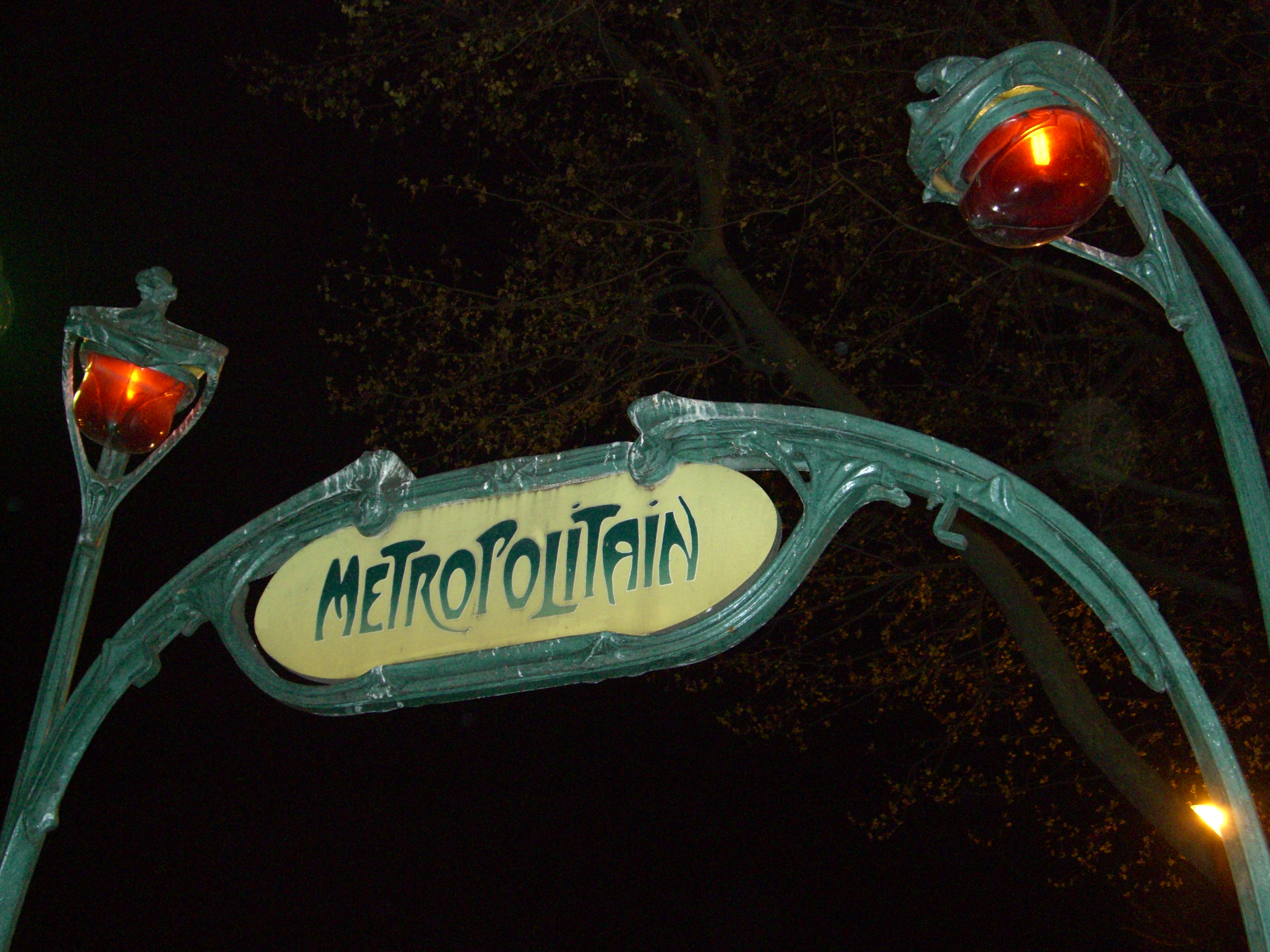
Osvětlení vstupů pařížského metra
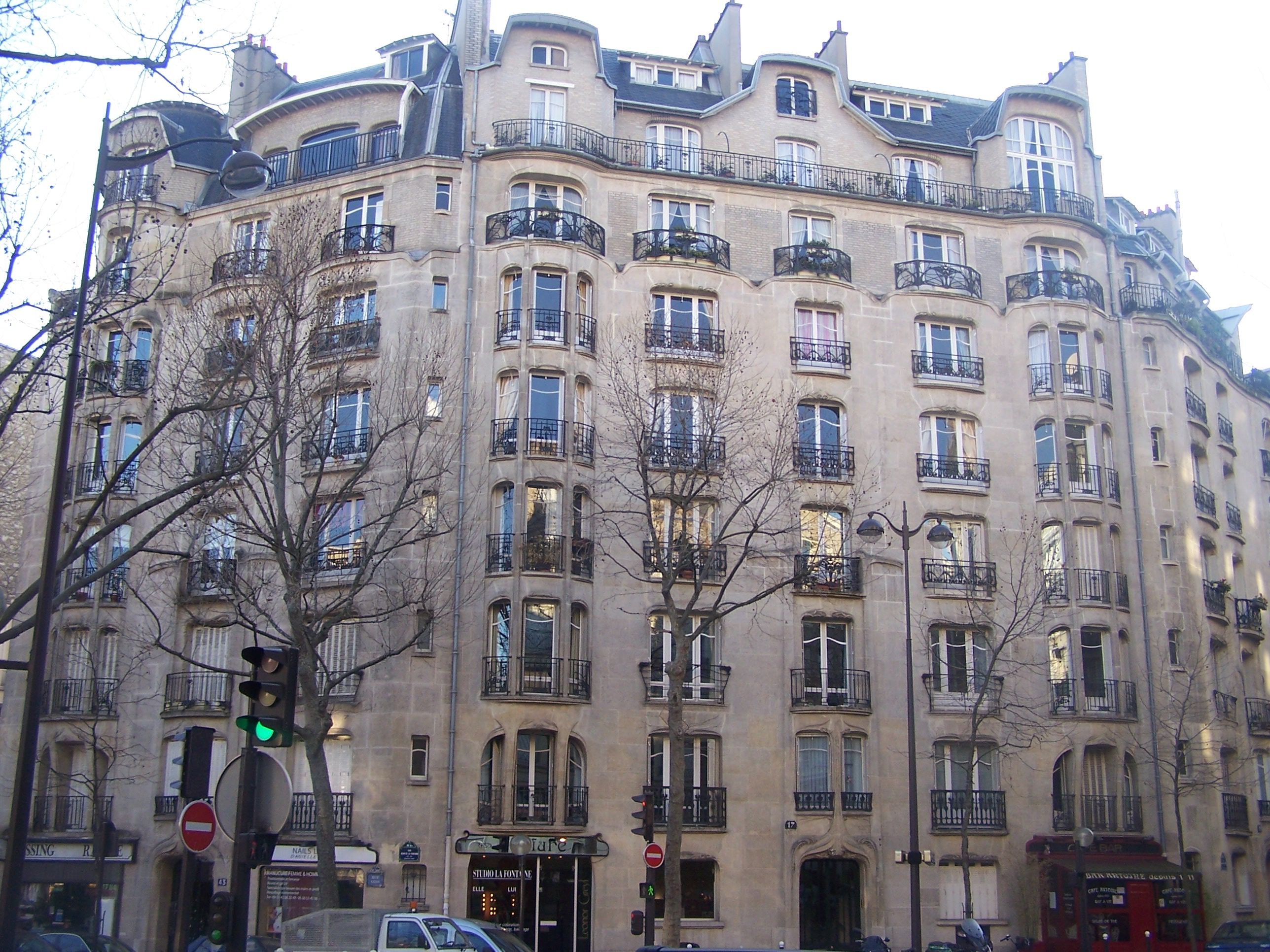
Castel Béranger (Paříž)
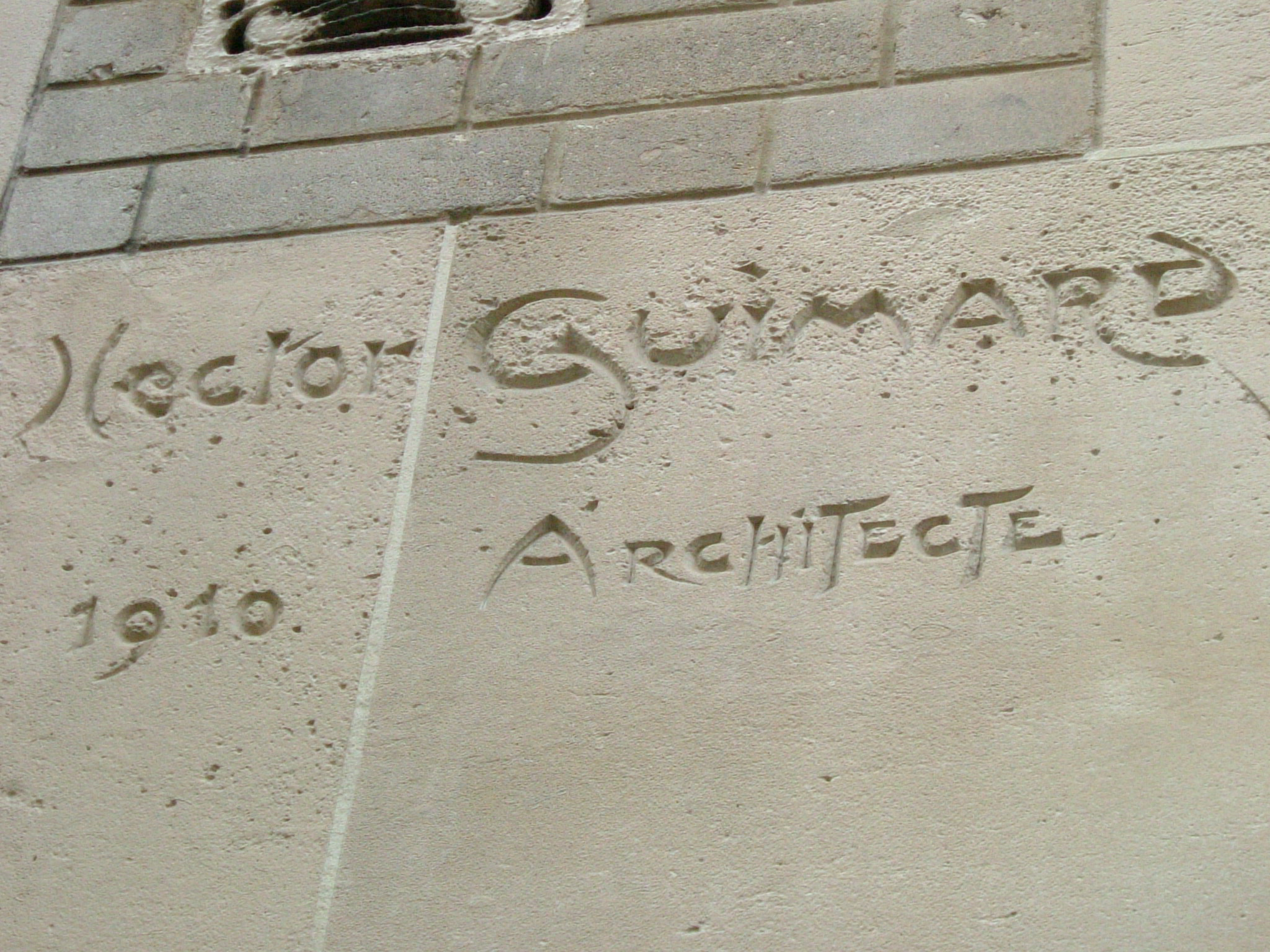
Guimardovo jméno na fasádě